# کتی کلی
کتی کلی (انگلیسی: Kathy Kelly؛ زادهٔ ۱۰ دسامبر ۱۹۵۲) نویسنده اهل ایالات متحده آمریکا است. وی از سال ۱۹۷۸ میلادی تاکنون مشغول فعالیت بوده‌است. او یک فعال حقوق بشر و صلح‌جویی، نویسنده و یکی از اعضای مؤسس اصوات در صحرا است، کلی هم‌اکنون یکی از هماهنگ‌کنندگان صداهای خلاق صلح است. او به عنوان بخشی از تیم صلح در چندین کشور فعالیت داشته، کلی بیست و شش بار به عراق سفر کرده‌است، به ویژه در مناطق جنگی در روزهای اول جنگ‌های آمریکا و عراق. سفر اخیر او به افغانستان و غزه همراه با اعتراضات خانگی علیه سیاست هواپیماهای بدون سرنشین آمریکا متمرکز بوده‌است. او بیش از شصت بار در خانه و خارج از کشور دستگیر شده‌است و از تجربیات خود در میان اهداف بمباران‌های نظامی آمریکا و زندانیان آمریکا نوشته‌است. او در شیکاگو زندگی می‌کند.

## زندگی‌نامه

### جوانی و تحصیلات، (۱۹۵۳–۱۹۷۸)
کلی در ۱۹۵۲ در شیکاگو در حومه گارفیلد ریج متولد شد. نام پدرش فرانک و مادرش کاتری کلی است. کلی تحصیلاتی دبستان و دبیرستانی خود را در سنت پاتریک کندی گذراند و بین روز وقتش را با گذراندن در انجمن کاتولیک صرف می‌کرد و در کنار خواندن نسخه انجیل کتابهای دانیل برینگتون و مارتین لوتر کینگ جونیور را مطالعه می‌کر. کلی لیسانس خود را از دانشگاه لویولا شیکاگو گرفت و شبها برای تأمین هزینه دانشگاه کار معلمی و همچنین در یک کمپانی گوشت کار می‌کرد که باعث شد گیاه‌خواری را انتخاب کند. در این دوران او به شدت تحت تأثیر کتاب مستند هولوکاست شب و مه آلن رنه و همچنین سخنرانی ضدجنگ ویتنان متام کورنل و ویلیام استرینگ فلو قرار گرفت.

### فقر و فعالیت صلح، (۱۹۷۸–۱۹۹۶)
بعداز اینکه از لایولا فارغ‌التحصیل شد برای گرفتن دوره کارشناسی ارشد در زمینه تحصیلات مذهبی به مؤسسه معارف الهی شیکاگو رفت و به کار داوطلبانه در حومه بالای شهر شیکاگو در یک مغازه سوپ مرغ فروشی پرداخت و همزمان با افراد و گروه‌های مذهبی و صلح طلب ازجمله روی بورژوا مؤسس مدرسه دیدبان آمریکایی و همچنین با مجله سنتی کارگر کاتولیک همکاری می‌کرد و در سال ۱۹۸۰ شروع به تدریس در کالج سنت ایگناتیوس کرد؛ و از آن پس شروع به فعالیتهای صلح طلبانه در نیکاراگوئه، کانزاس سیتی، میزوری، شرکت در جنگ خلیج فارس و رفتن به بغداد، مسافرت به رادن بوسنی هرزه گویین و هائیتی نمود.
در سال ۱۹۸۲ با کارل مایر، فعال در همین زمینه ازدواج کرد و یک عمر "مقاومت در برابر مالیات " را آغاز کرد (امتناع از پرداخت مالیات فدرال به دلایل صلح طلبی)، او از کارفرمای خود می‌خواست حقوق اورا به زیر درآمدی که مشمول مالیات می‌شود بیاورد. کمک هزینه توسعه حرفه ای جامعه یسوعی وی را قادر ساخت که در سال ۱۹۸۵ به نیکاراگوئه سفر کند و در کارزاری به رهبری وزیر امور خارجه میگل دوسکو علیه فعالیت کنتراها که مورد حمایت ایالات متحده بودند، شرکت کند. در بازگشت به آمریکا، در سال ۱۹۸۶ سنت ایگناتیوس را ترک کرد تا به فعالیت بپردازد. از آن جمله دو سال معلم مدارسی بود که به جوانان کم درآمد حاشیه ای مربوط می‌شد.
در اوت ۱۹۸۸، کلی در کارزار صلح میسوری شرکت کرد. او در اعتراض، همراه دیگران وارد سایت موشکی هسته ای در نزدیکی کانزاس سیتی، میسوری شد و در آنجا به کاشتن ذرت پرداختند. بخاطر این کار او نه ماه در زندان حفاظت بالا در شهر لگزینگتون کنتاکی گذاراند.
در سال ۱۹۹۰ او به تیم صلح خلیج فارس پیوست، هیئتی برای اعتراض به جنگ قریب‌الوقوع خلیج فارس گرد هم آمدند و ۱۴ روز اول جنگ هوایی را در اردوگاه مرزی عراق و عربستان سپری کرد. قبل از تخلیه به بغداد و سپس امان در اردن و در آنجا به هماهنگی کارهای امدادی کمک کرد.
کلی در چندین تیم اقدام مستقیم بدون خشونت در مناطق جنگی خارج از عراق شرکت داشت و خود نیز در سازماندهی آنها کمک کرد: بوسنی در دسامبر ۱۹۹۲ و اوت ۱۹۹۳ و هائیتی در تابستان ۱۹۹۴.

### صداهایی در بیابان
در سال ۱۹۹۳، پس از بازگشت از بوسنی، کلی به مراقبت تمام وقت از پدرش پرداخت که تا زمان مرگش در سال ۲۰۰۰ توسط شبکه ای از عراق سابق کمک می‌شد. اعضای تیم صلح اکنون در آپارتمان مشترک او و همسایگان وی و پدرش زندگی می‌کنند. در اواخر سال ۱۹۹۵ کلی و چند نفر دیگر از این فعالان تصمیم گرفتند صداهایی را در بیابان تشکیل دهند که یک کارزار برای پایان دادن به تحریم‌های ایالات متحده و سازمان ملل علیه عراق بود.
در ژانویه ۱۹۹۶ فعالان ضد جنگ در نامه‌ای به دادستان کل وقت آمریکا، جنت رینو، نوشتند قصد سفر به عراق با غذا و دارو بر خلاف تحریم‌ها دارند. نامه برگشت شرکت کنندگان را به مجازات ۱۲ سال زندان و جریمه‌های هر کدام یک میلیون دلار تهدید کرد.
بین سالهای ۱۹۹۶ و ۲۰۰۳ صداهایی در بیابان بیش از هفتاد هیئت را به عراق فرستاد و در نقض عمدی تحریم‌های اقتصادی اعمال شده توسط سازمان ملل و ایالات متحده. غذا و دارو را مستقیماً به شهروندان عراقی تحویل داد. شرکت کنندگان در این هیئت‌ها از پرداخت جریمه برای این اقدامات خودداری کردند.